# Bulqizë
Bulqizë è un comune albanese situato nella prefettura di Dibër, nella parte orientale dell'Albania. 
La città è situata nei pressi del confine con la Macedonia del Nord, a circa 15 km dalla città macedone di Debar e all'omonimo lago di origine vulcanica.
In seguito alla riforma amministrativa del 2015, a Bulqizë sono stati accorpati i comuni di Fushë Bulqizë, Gjoricë, Martanesh, Ostren, Shupenzë, Trebisht e Zerqan, portando la popolazione complessiva a 31 210 abitanti (dati censimento 2011). 
Nel 1967 la città fu colpita e danneggiata da un terremoto.

## Storia
L'area di Bulqizë fu abitata dalla tribù locale dei Penesti, i primi a lasciare tracce ed eredità culturali nella zona e menzionati dai Greci della Grecia classica come abitanti selvaggi chiusi tra le montagne fredde della regione; infatti Dibra deriva dall'albanese "Debora" che significa "neve". In seguito il territorio fu annesso da Filippo II di Macedonia al termine delle guerre contro il regno illirico di Bardyllis.
Nelle vicinanze sono presenti diversi castelli di epoca medievale, alcuni costruiti da Giustiniano per far fronte alle invasioni Slavo-Germaniche, altre di epoca romana come il castello di Grezhdani, il più grande nei Balcani, il quale si dice sia il castello di Sfetigrad.
Il territorio su cui la città si estende è stato teatro di battaglie importanti durante la guerra albanese contro i Turchi, capeggiata dal comandante albanese Giorgio Castriota Scanderbeg. È in prossimità di Bulqize che è avvenuta la battaglia di Vajkal del 1465 dove l'esercito albanese riuscì a scacciare l'ennesimo esercito turco a scapito di perdite di diversi nobili e principi albanesi come Moisi Golemi e Arianit Komneno.
Bulqizë nasce solo durante i primi scavi nella miniera di cromo durante gli ultimi anni della seconda guerra mondiale, mentre durante il periodo comunista divenne un importante centro per l'estrazione mineraria.
Dopo il crollo del comunismo in Albania e con l'avvento della democrazia guidata da Sali Berisha, Bulqizë è costretta a chiudere le aziende metalmeccaniche legate alla miniera stessa, mentre con la guerra civile del 1997 le strade che portavano alla città erano controllate da bande di briganti rendendo la regione pericolosa.
È prevista l'estrazione mineraria entro i prossimi vent'anni. Nonostante il giacimento di cromo garantisca gran parte delle estrazioni di cromo in Albania, la popolazione locale soffre di sfruttamenti con operai che rischiano la propria sicurezza a causa di alcune norme spesso non rispettate.